# 岐部一誠
岐部 一誠（きべ かずなり、1961年4月25日 - ）は、日本の実業家、土木技術者。インフロニア・ホールディングス取締役・代表執行役社長兼CEO。前田建設工業代表取締役・執行役員副社長。長崎県出身。

## 来歴
1986年、熊本大学工学部土木工学科を卒業。同年4月に準大手ゼネコンの前田建設工業に入社。下水ポンプ処理場建設など現場での施工管理業務を10年、営業部門を2年経験したのち、1998年から経営企画部門に移る。全国建設業協会会長を務めた前田靖治社長の懐刀として活躍した。
2010年1月、執行役員（経営企画担当）兼土木事業本部副本部長に就任。その後、常務執行役員、事業戦略本部長などを経て、2016年6月に取締役に就く。2020年4月、専務執行役員兼経営革新本部長、同年6月にCSR・環境担当。2021年5月にCSV戦略担当、技術・情報統括、同年10月に代表取締役副社長情報担当となる。
建設業界で長年続くビジネスモデルからの脱却として「脱請負」を掲げており、前田建設工業、前田道路、前田製作所を傘下に置く持株会社インフロニア・ホールディングスの設立を主導した。2021年10月1日、ホールディングス設立に合わせて同社取締役及び代表執行役社長兼CEOに就任した。